# Turó dels Reis
El Turó dels Reis és una muntanya de 945 metres que es troba al municipi de Tagamanent, a la comarca del Vallès Oriental.